# Gaetano Pompa
Gaetano Pompa (Forenza, 8 agosto 1933 – Ansedonia, 1998) è stato un pittore, scultore e incisore italiano.

## Biografia
Nato in Lucania, trascorre l'infanzia a Tarquinia per poi trasferirsi con la famiglia, al termine della guerra, a Roma. Qui giovanissimo inizia a dedicarsi alla pratica del disegno, dell'incisione e la pittura, entrando a contatto con gli artisti della scena romana tra cui Mimmo Rotella, Paolo Buggiani, Mario Schifano, Tano Festa, Franco Angeli. Dal 1958 al 1961 vive a Monaco di Baviera, nel quartiere di Schwabing, svolgendo intensa attività artistica appassionandosi alla vita musicale della città bavarese. Tornato in Italia inizia una collaborazione con la Galleria L'Obelisco di Gaspero del Corso e Irene Brin, che lo porterà ad esporre oltreoceano. Sposa Dorothea Leendertz, conosciuta in Germania, da cui ha cinque figli. Da allora Gaetano Pompa ha vissuto ed operato a Roma e a partire dal 1970 ha trascorso buona parte dell'anno ad Ansedonia, nel comune di Orbetello, fino alla morte. 

## Opere
Tra le più importanti opere e committenze si ricordano: i costumi e le scenografie realizzate per l'Elisabetta, regina d'Inghilterra diretta da Mauro Bolognini in scena al Teatro Massimo di Palermo (1970), le due opere realizzate per la principessa Maria Camilla Pallavicini (1968 e 1972-73), la commissione papale dell'episodio della vita di san Paolo (1978) in occasione dell'ottantesimo compleanno di papa Paolo VI.
Le sue opere sono presenti in varie collezioni e istituzioni internazionali tra i quali: Museum Kunstpalast, Dusseldorf; John Herron Art Museum, Indianapolis; Art Gallery of Ontario, Toronto; Rembrandt Art Center, Johannesburg; Galleria d’Arte Moderna, Genova; MoMa, New York;  Collezione d'incisioni della Regi Università di Glasgow, Glasgow; Musei Vaticani, Città del Vaticano.